# Je suis Ilan - 24 jours
Je suis Ilan - 24 jours (24 jours) è un film del 2014 diretto da Alexandre Arcady.
Il film narra la tragica vicenda di Ilan Halimi, sequestrato nel 2006 a Parigi e ucciso dopo 24 giorni di detenzione da parte di un nutrito ed eterogeneo gruppo di criminali tutti piuttosto inesperti cui in seguito venne dato il nome di "banda dei barbari". La polizia commise una serie di errori che risultarono decisivi per l'esito della vicenda. In seguito comunque tutti i componenti della banda vennero arrestati e diciannove di essi condannati, in un processo che ha segnato l'opinione pubblica francese, anche perché la magistratura ha individuato una chiara matrice antisemita nell'azione operata contro il ragazzo di fede ebraica.

## Trama
La sera del 20 gennaio 2006, un venerdì, il giovane Ilan Halimi, commesso in un negozio di telefonia di Parigi, viene rapito dopo essere stato adescato da una ragazza.
La famiglia, di fede ebraica, non è particolarmente facoltosa. Ilan vive ancora con la madre Ruth, impiegata, e la sorella minore Yaël, mentre la sorella maggiore Anne-Laure è sposata e ha un bambino piccolo. Il padre, che ha un piccolo negozio, si è da poco separato dalla moglie e come gli altri non si spiega come un'organizzazione criminale possa aver scelto la sua famiglia per chiedere un riscatto.
La banda tiene segregato il ragazzo in un appartamento della banlieue e tempesta di messaggi e soprattutto telefonate i familiari, con insistenti richieste di riscatto, partite da 450.000 € e poi scese tra i 100.000 e i 200.000. La polizia, operando col massimo riserbo, indica una strategia da seguire e individua nel padre, persona salda e razionale, l'unico interlocutore da porre nei confronti dei sequestratori.
Alla polizia, che impiega moltissimi uomini nelle indagini, non mancano occasioni per intercettare i sequestratori e perfino per arrestarli, ma una serie di banali errori vanifica il grande sforzo. Così quando c'è un rilancio sulla cifra del riscatto massimo pagabile di 115.000 €, o quando, fissati i termini dello scambio, i sequestratori cambiano idea e decidono di effettuarlo a Bruxelles e non a Parigi, la polizia indica al padre di Ilan di non piegarsi alle richieste.
Alla lunga questa inflessibilità irrita l'instabile capo della banda. Così, il ventiquattresimo giorno di sequestro, una donna trova un ragazzo moribondo ai piedi della massicciata ferroviaria di una zona di periferia. È emaciato, presenta grandi ustioni e perdite di sangue per effetto di diverse coltellate. È Ilan Halimi, e muore durante il trasporto in ospedale.
Si chiude così tragicamente il sequestro, ma si apre poi il caso giudiziario. In brevissimo tempo vengono infatti individuati tutti i soggetti coinvolti nell'operazione criminosa. Si tratta di 29 persone che a vario titolo hanno preso parte all'operazione. L'ultimo ad essere arrestato è il capo della banda, Youssouf Fofana, ivoriano, che si era rifugiato nel suo paese. Si apre così il processo che contesta all'operato della banda l'aggravante dell'antisemitismo. Il piano prevedeva infatti di prendere un qualsiasi ragazzo ebreo perché poi ci si sarebbe affidati, al di là delle effettive possibilità della sua famiglia, al fatto che la comunità ebraica avrebbe supplito al soddisfacimento delle richieste. Tutte cose che la polizia non aveva capito, interpretando con superficialità le allusioni razziste chiaramente presenti nei comunicati della banda.
La madre decide di esumare le spoglie del figlio e di seppellirlo a Gerusalemme, intanto a Parigi un giardino porterà per sempre il nome di Ilan Halimi, ricordato come una "vittima dell'antisemitismo".

## Accoglienza
Nonostante la popolarità della vicenda e una buona distribuzione il risultato al botteghino francese è stato molto deludente.